# GINAF

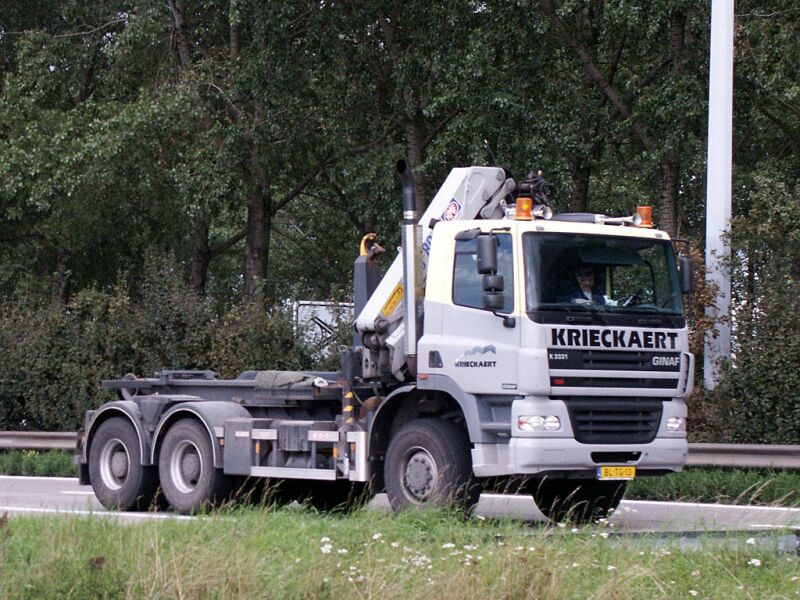
X3331クレーン付きトラック

ジナフ（GINAF ）はオランダのトラック製造会社で主にオフロード輸送の分野のトラックを生産している。毎年250台がヴィーネンダールで生産されている。サービスセンターがエデルヴィン（Ederveen）にある。 

## 歴史
1948年、A. and W. van Ginkelによってトラック販売から抜け出して設立された。アメリカ陸軍の払い下げのGMCを改造したダイヤモンドは作るそばから売れた。1960年代初頭には会社は真のトラック製造会社になり、社名をVan Ginkels Automobiel Fabriek又は短縮してGINAFに変更した。会社はDAFトラックから主要な部材を流用して使用することから始めた。その結果、GINAFトラックは見た目もDAFに似ていて運転室もDAFと同じものだった。
1986年、GINAFは油気圧式サスペンションシステム（オランダ語でHydro-pneumatisch veer systeem 又はHPVS）を多くのトラックに使用した。これにより、悪路での走破性が高まり耐久性が高まった。
GINAFは2011年に破産し、現在は中国の紡織機械メーカーである中国恒天集団の傘下に入っている。

## 特殊トラック

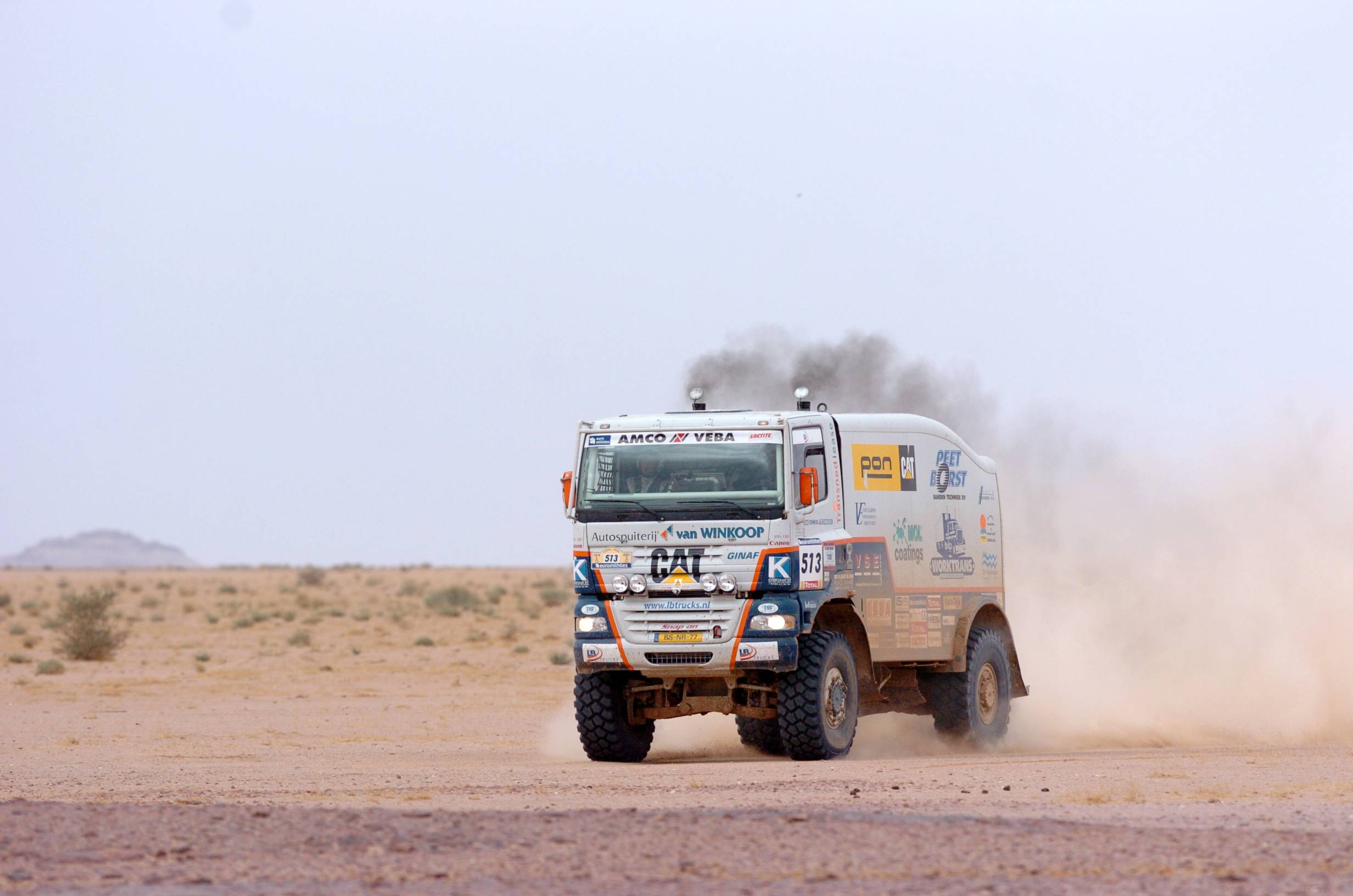
2007年ダカール・ラリーに参戦するGINAFのトラック

特注のトラックとして消防車や機動隊トラック、軍用トラック、ゴミ収集車、空港での燃料供給車等を製造している。
ダカール・ラリーでは1984年から1987年まで、ヤン・デ・ルーイ率いるDAFのサポート用トラックとして用いられた。1993年にGINAFのコンポーネントが組み込まれていたDAF・FAV3600 4x4をGINAF・F2222に改称して参戦が始まった。1994年にトラック部門総合4位、1996年に5位を獲得した。
2000年にM2223PD、2003年にX3331 6x6といった新型車が投入された。2007年には21台ものGINAFのトラックが参戦した。2007年・2009年はヤンの息子ジェラルド・デ・ルーイもGINAFで参戦し、2007年にステージ4勝でリタイア、2009年にはステージ3勝で総合3位表彰台を獲得した。

## 関連
- DAF (自動車メーカー)